# Leishenshan-Krankenhaus

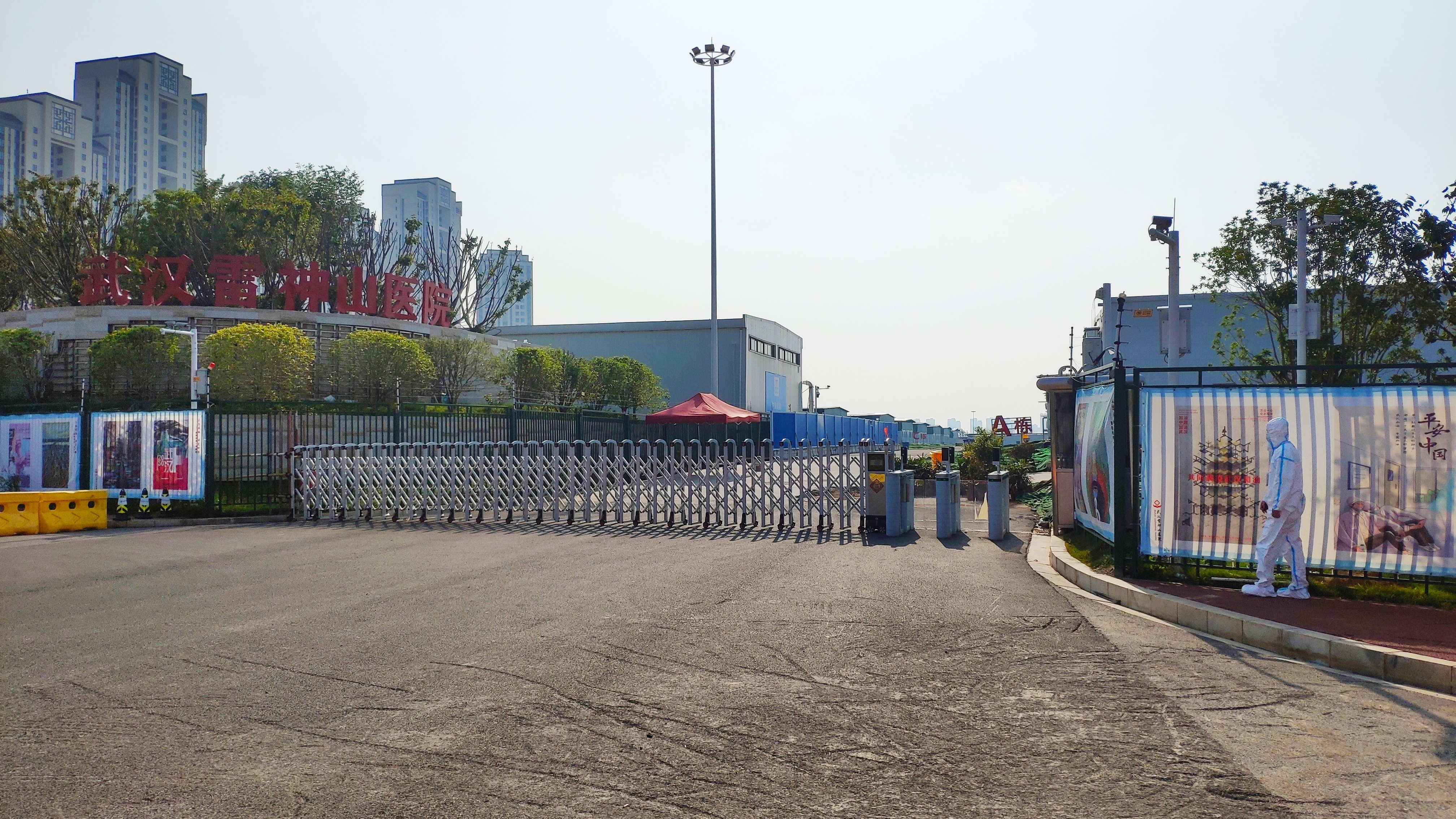
Eingang zum Leishenshan-Krankenhaus

Das Leishenshan-Krankenhaus (chinesisch 雷神山医院, Pinyin Léishénshān Yīyuàn – „Donnergott-Krankenhaus“) ist ein ab dem 25. Januar 2020 erbautes Notkrankenhaus im Stadtbezirk Jiangxia der chinesischen Agglomeration Wuhan. Die Inbetriebnahme startete planmäßig am 6. Februar 2020. Jiangxia hat 680.000 Einwohner und Wuhan rund 10 Millionen Einwohner.

## Geschichte
Ähnlich wie das Huoshenshan-Krankenhaus, mit dessen Bau in Wuhan am 23. Januar 2020 begonnen wurde, soll das Leishenshan-Krankenhaus als Spezialkrankenhaus für Patienten dienen, die im Rahmen der COVID-19-Pandemie mit dem neuartigen Coronavirus SARS-CoV-2 infiziert wurden. Am 25. Januar 2020 wurde der Bau des Krankenhauses auf einer Sitzung des Epidemie-Kontrollzentrums von Wuhan beschlossen.

## Namensgebung
Wie schon das Huoshenshan-Krankenhaus erhielt das Leishenshan-Krankenhaus seinen Namen nicht nach einer Örtlichkeit, sondern nach einer Figur aus der chinesischen Mythologie. Leishen (雷神) oder Leigong (雷公) ist der Donnergott aus dem chinesischen Volksglauben. Eine offizielle Erklärung für diese unübliche und ungewöhnliche Namensgebung wurde von staatlichen Stellen nicht gegeben; in sozialen Medien zirkulierten zahlreiche Spekulationen. Der Donnergott ist ein strafender, eher gefürchteter als verehrter Gott, der schuldig gewordene Menschen bestraft, aber auch böse Geister austreiben kann. Möglicherweise war der Name auch als Warnung gedacht, sich angesichts der Epidemie verantwortungsbewusst zu verhalten und behördlichen Anordnungen Folge zu leisten.

## Bau
Mit dem Bau wurde ab dem 25. Januar 2020 begonnen. Tausende Arbeiter arbeiteten Tag und Nacht im Drei-Schicht-System, um den Krankenhauskomplex aus Fertigteilen innerhalb der vorgegebenen Frist von 12 Tagen fertigzustellen. Die ursprünglichen Planungen sahen eine Kapazität von 1300 Betten vor.  Am 29. Januar 2020 wurden die Plan-Dimensionen des Krankenhauses auf etwa 60.000 m² Fläche und 1600 Krankenhausbetten erweitert. Am 6. Februar 2020 war das Krankenhaus weitgehend fertiggestellt und sollte danach schrittweise in Betrieb gehen.
Der Bau der beiden Notkrankenhäuser Huoshenshan und Leishenshan wurde via Webcam als livestream von Dutzenden Millionen Zuschauern verfolgt.